# جيري فورهيس
هوراس جيريمايا جيري فورهيس (بالإنجليزية: Jerry Voorhis)‏ (6 أبريل، 1901 – 11 سبتمبر، 1984) كان سياسيًا ديمقراطيًا من كاليفورنيا. خدم على مدى خمسة فصول في مجلس النواب الأمريكي من عام 1937 حتى عام 1947، كنائب للدائرة المؤتمرية الثانية عشر في مقاطعة لوس أنجلوس. كان أول معارض سياسي لريتشارد نيكسون، الذي هزم فورهيس عندما أُعيد انتخابه عام 1946 في حملة اتُخذت مثالّا على استخدام نيكسون للاتهام الأحمر أثناء مسيرته السياسية.
وُلد فورهيس في كانساس، لكن أسرته انتقلت كثيرًا في طفولته. حصل على درجة البكالوريوس من جامعة ييل (إذ انتُخب عضوًا في جمعية الشرف الأكاديمية فاي بيتا كابا) وحصل على درجة الماجستير في التعليم من كلية الدراسات العليا في كليرمونت. في عام 1928، أسس مدرسة فورهيس للبنين وأصبح مديرًا لها. حافظ على منصبه أثناء مسيرته في الكونغرس.
في مجلس النواب، كان فورهيس مؤيدًا مخلصًا لبرامج الصفقة الجديدة وقام بتجميع سجل تصويت ليبرالي. كان إنجازه التشريعي الرئيسي هو قانون فورهيس لعام 1940 الذي تطلب تسجيل بعض المنظمات التي تسيطر عليها القوى الأجنبية. بعد أن أُعيد انتخابه بهوامش مريحة أربع مرات، واجه نيكسون في عام 1946 في حملة مريرة اعتُبر فيها تأييد فورهيس من قبل الجماعات المرتبطة بالحزب الشيوعي قضية رئيسية. فاز نيكسون بالدائرة الجمهورية بأكثر من 15000 صوت ورفض فورهيس الترشح ضد نيكسون في عام 1948.
خلال مهنته في الكتابة التي امتدت لنصف قرن، ألّف فورهيس عدة كتب. بعد هزيمته من قبل نيكسون، تقاعد من السياسة وعمل لمدة تقارب عشرين عامًا مديرًا تنفيذيًا في الحركة التعاونية. توفي في دار للمسنين بكاليفورنيا في عام 1984 عن عمر يناهز الثالثة والثمانين.

## عمله مبكرًا
ولد فورهيس في أوتاوا بولاية كانساس، في 6 أبريل عام 1901، لأب هولندي يُدعى تشارلز براون فورهيس، والأم إيلا وارد (سميث) فورهيس. كان حفيدهم جيري كاتب السيرة الذاتية المستقبلي لأوريليوس ليمان فورهيس، الذي «غامر بالخروج إلى الحدود في غرب كانساس» كتاجر ووكيل عقاري ومحامي يدرس نفسه بنفسه، وعمل جاهدًا لإرسال ابنه إلى الكلية حتى اضطر في منتصف الطريق لإعطاء ابنه مدخراته التي لم تتجاوز دولارين ونصحه بالحصول على وظيفة. تولى تشارلز فورهيس العمل في شركة استثمارية وأصبح لاعب بيسبول شبه محترف وتولى منصب المدير التنفيذي لشركة كينغمان بلو. عندما انهارت هذه الشركة، أصبح تشارلز فورهيس مديرًا تنفيذيًا لشركة أوكلاند موتور للسيارات، التي أصبحت فرع سيارات بونتياك التابع لشركة جنرال موتورز، وأخيراً أصبح مديرًا تنفيذيًا لشركة ناش موتور قبل تقاعده عام 1925. بدأ جيري فورهيس تعليمه المدرسي في أوتاوا، لكنه التحق أيضًا بالمدرسة في أوكلاهوما سيتي وبيوريا في ولاية إلينوي وبونتياك في ولاية ميشيغان. التحق بمدرسة هوتشكيس، وهي مدرسة داخلية للأولاد المتميزين في ولاية كونيتيكت لها صلة وثيقة بجامعة ييل، ثم التحق بجامعة ييل وتخرج في عام 1923. انتُخب فورهيس عضوًا في فاي بيتا كابا، وكان رئيسًا للجمعية المسيحية وتأثر بشكل كبير بحركة الإنجيل الاجتماعي.
لم يستجب فورهيس لأي من التشجيعات التي تلقاها ليحصل على مهنة في الأعمال أو الإدارة، ما أثار خيبة أمل والده. أثناء التحاقه بجامعة ييل، أصبح يعتقد أن «حركة الإنجيل الاجتماعي يجب أن تؤخذ على محمل الجد، وأن الفقر والمعاناة من ناحية والامتيازات الخاصة والسلطة المفرطة من ناحية أخرى يتعارضان تمامًا مع مبادئها». صرح لاحقًا أنه غير واثق بقرار مغادرة ييل والحصول على وظيفة في «العالم الحقيقي الذي يقع خارج جدران الكلية». ومع ذلك، فور تخرجه، شغل فورهيس غرفة في دار إقامة وعمل ككاتب استلام، لكنه سرعان ما استبدل هذه الوظيفة ليصبح مسؤول عن عمليات شحن البضائع. في وقت لاحق من عام 1923، طُرد من عمله. في عامي 1923 و1924، شغل منصب وكيل الرحلات لجمعية الشبان المسيحيين في ألمانيا، على الرغم من أن دوره تعطل بسبب المرض. أُصيب فورهيس بذات الرئة، وقضى ستة أسابيع في دار التمريض في لندن يتعافى.
شارك فورهيس أيضًا في المجتمع المحلي. نظم جمعيات تعاونية بين أصحاب مزارع المواشي والفلاحين المحليين. عندما وقعت الإضرابات، كان يسير مع العمال في مسيراتهم الاحتجاجية. ألقى فورهيس محاضرات في كلية بومونا من عام 1930 حتى عام 1935. بدأ ينشر مقالات، وكتب في عام 1933، «يمكننا إنتاج الكثير للجميع، لكننا لا نفعل ذلك... سنفعل ذلك فقط عندما تكون جميع الثروة المنتَجة ملك للشعب...... وحينئذٍ، سنعيش في ملكوت الله».

## حياته السياسية

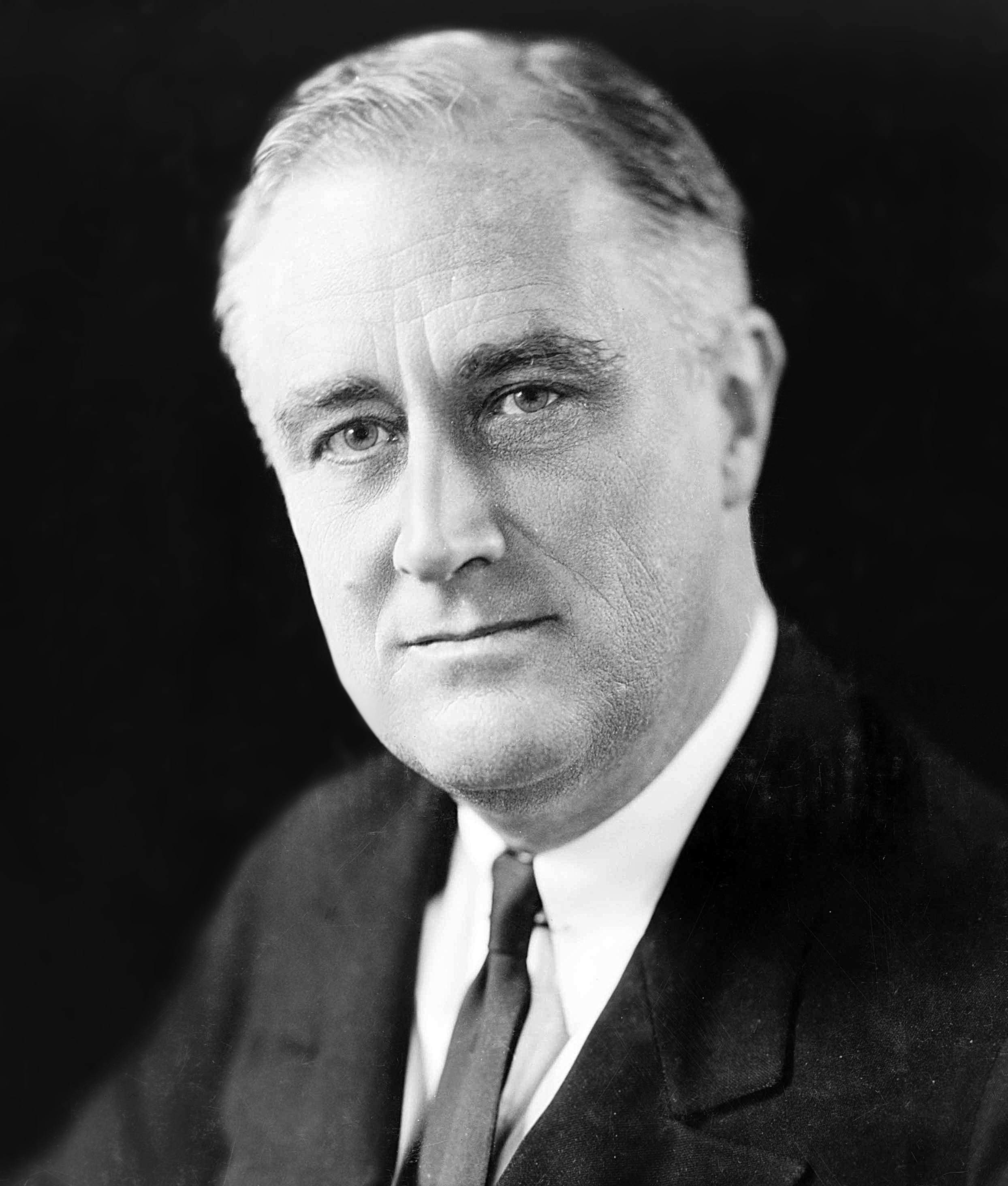
فرانكلين رزوفلت 1933

### عمله في الكونغرس
كان فورهيس مرشحًا لجمعية ولاية كاليفورنيا في عام 1934، وغير تسجيله من اشتراكي إلى ديمقراطي، لكن هزمه صاحب المنصب الشهير هربرت إيفانز على الرغم من حصوله على دعم الكاتب والمرشح الديمقراطي لمنصب حاكم الولاية، أبتون سنكلير. بعد ذلك بعامين، تحدى جون هوبيل على منصبه في الترشيح الديمقراطي للدائرة المؤتمرية الـ 12. ضعفت فرص فوز هوبل بسبب إدانته بمحاولة بيع ترشيح إلى الأكاديمية العسكرية الأمريكية وفاز فورهيس بالترشيح الديمقراطي، أما هوبل فقد حصل على المركز الثالث. هزم فورهيس المرشح الجمهوري فريدريك إف. هاوزر بسهولة في الانتخابات العامة.
أُعيد انتخاب فورهيس للكونغرس أربع مرات وعُد من الحاصلين على أكبر سجل من الأصوات الليبرالية في الكونغرس. دعم مبادرات الصفقة الجديدة، بما في ذلك خطة تجميع المحاكم المثيرة للجدل التي اتخذها فرانكلين روزفلت.

## حياته لاحقًا

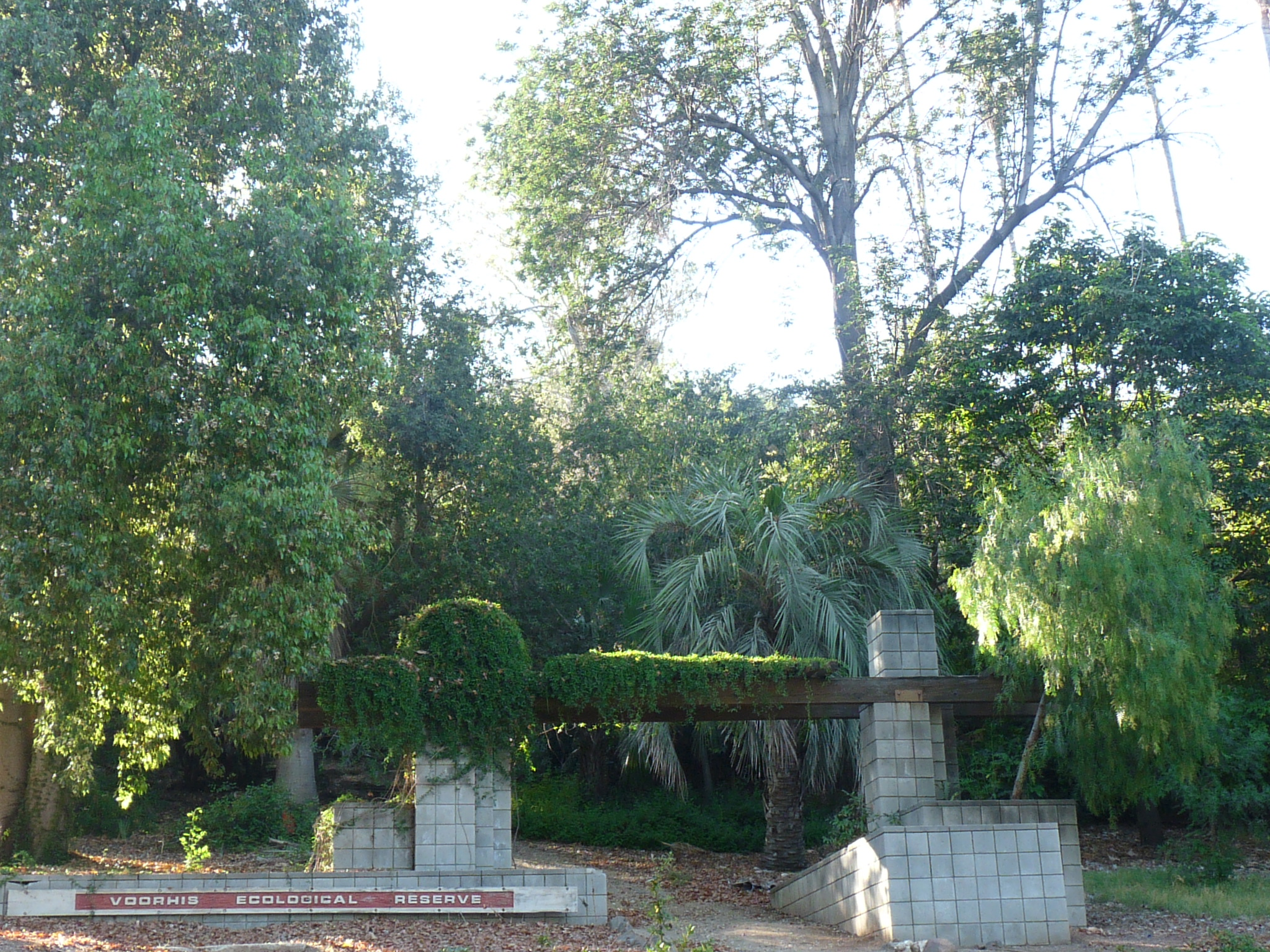
بوابة الدخول إلى محمية فورهيس البيئية في جامعة ولاية كاليفورنيا للتكنولوجيا، بومونا، جنوب كاليفورنيا.

بعدما ترك منصبه، بقي فورهيس في منزله بالإسكندرية في فرجينيا، حيث أنهى كتابه «اعترافات عضو الكونغرس». في أوائل عام 1947، عُرض عليه منصب المدير التنفيذي للاتحاد التعاوني للولايات المتحدة الأمريكية. انتقلت عائلة فورهيس إلى وينتكا في إلينوي، بالقرب من المقر الرئيسي للاتحاد في شيكاغو. واجه الاتحاد، الذي تضمن تعاونيات المستهلكين والمنتجين على حد سواء، أوقاتًا عصيبةً في فترة ما بعد الحرب. تحت قيادته، تحسن الوضع المالي للاتحاد تدريجياً واقتنعت بعض التعاونيات الرئيسية التي بقيت بمعزل عن الاتحاد بالانضمام إليه. وسع الاتحاد نطاق اختصاصه، إذ أسس رابطة الصحة الجماعية الأمريكية والرابطة الوطنية لتعاونيات الإسكان.
حث ستيفن زيتربرغ فورهيس على الترشح مرة أخرى للكونغرس ضد نيكسون في عام 1948، لكن عندما رفض فورهيس (جزئيًا لأسباب صحية)، رشح زيتربرغ نفسه في الانتخابات التمهيدية الديمقراطية. دخل نيكسون، الذي لم يواجه أي معارضة في الانتخابات التمهيدية للجمهوريين، الانتخابات الديمقراطية وفاز بها، مستبعدًا بذلك زيتربرغ من السباق وضامنًا إعادة انتخابه.
في عام 1972، دخل فورهيس وزوجته دار للمسنين في كليرمونت. ومع ذلك، واصل العمل في عدد من اللجان والمجالس الاستشارية. تراوحت أنشطته من لجنة كاليفورنيا للشيخوخة (عينه الحاكم جيري براون) للعمل كمساعد معلم في حملة توم هايدن لتحقيق الديمقراطية الاقتصادية. توفي فورهيس في دار المسنين بسبب انتفاخ رئوي في 11 سبتمبر عام 1984. تاركًا وراءه بالإضافة إلى أرملته ابنين وابنة. أشاد رفيق خصم نيكسون وحاكم ولاية كاليفورنيا السابق بات براون به قائلاً: «لقد كان رجلاً رائعًا. لم يحبه كثيرون هذه الأيام». دُفن فورهيس في مقبرة ماونتن فيو في ألتادينا بكاليفورنيا. حُفظت أوراقه ضمن مجموعات مكتبة هونولد-ماد الخاصة التابعة لكليات كليرمونت.
سُميت مدرسة ابتدائية في إل مونتي بكاليفورنيا نسبةً لعضو الكونغرس السابق. يُعتبر فورهيس أحد مؤسسي جامعة كال بولي بومونا، وسمّيت حديقة ومحمية بيئية باسمه.